# Stephen Rowlings
Stephen Rowling (ur. 4 lutego 1976) – angielski snookerzysta.
Po raz pierwszy wszedł do zawodowego rankingu w 2009 roku.